# 大溝村 (福岡県)
大溝村（おおみぞむら）は、福岡県三潴郡にあった村。現在の三潴郡大木町の一部。

## 地理
筑後平野のほぼ中央で、山ノ井川、花宗川の両下流の間の平地に位置していた。

## 歴史
- 1889年（明治22年）4月1日 - 町村制の施行により、三潴郡福土村、大角村、前牟田村、横溝村、笹淵村、上白垣村（一部）が合併して村制施行し、大溝村が発足[1][2]。
- 1912年（大正元年）- 有限責任販売大溝信用購買販売利用組合設立[1]
- 1921年（大正10年）- 大溝事業補修学校設立[1]
- 1955年（昭和30年）1月1日 - 三潴郡木佐木村、大莞村と合併して大木町を新設して廃止[1][2]。

## 交通

### 鉄道
- 1937年（昭和12年）- 現西鉄天神大牟田線 大善寺 - 西鉄柳川間開通。大角に大溝駅設置[1]。